# Once a Thief (1965)
Once a Thief is een Amerikaanse misdaad-dramafilm in zwart-wit uit 1965 onder regie van Ralph Nelson. De film, met in de hoofdrollen Alain Delon, Ann-Margret, Van Heflin en Jack Palance, is gebaseerd op het boek Scratch a  Thief van Zekial Marko, die ook het scenario voor de film leverde. 
Destijds ging hij in Nederland op première op de Internationale Filmweek in Arnhem onder de titel Niemand ontkomt zijn noodlot. Minister Maarten Vrolijk leidde toen de vertoning in met een openingstoespraak. Ook werd Once a Thief vertoond op het Internationaal filmfestival van San Sebastián, alwaar de film een prijs won.

## Verhaal
Eddie Pedak is een Italiaanse gangster in San Francisco die in zijn jeugd een inspecteur van politie heeft aangeschoten en zodoende jeugddelinquent werd. Nu, als volwassene, wil hij dolgraag zijn beatnik-verleden achter zich laten en zich focussen op zijn huwelijk met een Zweeds meisje, Kristine. Hij krijgt echter geen kans om zich te reclasseren omdat de rancuneuze politieman hem hardnekkig blijft vervolgen. 
Eddie raakt na zijn kortstondige arrestatie zijn baantje kwijt en daarmee de zekerheid te kunnen zorgen voor zijn jonge vrouw en dochtertje. Aangespoord door zijn misdadige oudere broer Walter neemt hij deel aan een kraak. De bendelieden moorden elkaar uit, zodra zij de buit te pakken hebben. Door een moordlustige psychopaat Sargantas schiet iedereen uiteindelijk elkaar dood.

## Rolverdeling
| Acteur              | Personage      |
| ------------------- | -------------- |
| Alain Delon         | Eddie Pedak    |
| Ann-Margret         | Kristine Pedak |
| Van Heflin          | Mike Vido      |
| Jack Palance        | Walter Pedak   |
| John Davis Chandler | Sargatanas     |
| Tony Musante        | Shoenstein     |
| Jeff Corey          | Lt. Kebner     |
| Steve Mitchell      | Frank Kane     |

## Ontvangst
De film kreeg wisselvallige recensies van de Nederlandse pers. Negatieve reacties kwamen van De Volkskrant en Trouw. Recensent van De Volkskrant noemde de film "de zwakste inzending" van het filmfestival in Arnhem: "Het is het gemakkelijke patroon van ontelbare vroegere gangsterfilms, waarin ondanks alles de karakteristieke hardheid van het getekende milieu toch ontbreekt, omdat de regisseur achter de film toch meer zijn goede bedoelingen dan de realiteit van het leven laat spreken." Ook criticus van Trouw was teleurgesteld over de film: "Het voorbeeldige gezinnetje, dat Alain Delon en Ann-Margret voor ons moesten verbeelden, werd een aangelegenheid, die er bij het amateurtoneel gemakkelijk beter afkomt. Genoemde actrice mist ten enenmale de persoonlijkheid om ons in de haar toebedeelde dramatiek te doen geloven, en Ralph Nelson kan nog veel leren van Jean-Luc Godards À bout de souffle.
Recensent van Het Vrije Volk was niet onder de indruk van het eindresultaat: "Er is weinig schaamte voor goedkope effecten in beeld, geluid en begeleidende muziek in dit Amerikaanse sprookje over de onbegrepen jongen. [..] Alain Delon speelt de jongen wel aardig. Van Heflin typeert goed de verbeten politieman. Ann-Margret is niet goed verteerbaar als het hysterische vrouwtje van de immigrant." Criticus van De Tijd schreef dat de film "met te voor de hand liggende middelen [is] gemaakt om te verrassen of zelfs maar te boeien. [..] Hoogtepunt van de film is een perfect uitgevoerde brandkastenkraak, die de veronderstelling wettigt dat Nelson indertijd met aandacht heeft gekeken naar Du rififi chez les hommes van Dassin. Veel eigens heeft hij er echter in elk geval niet aan toe te weten voegen."
Recensent van De Waarheid schreef een positieve review: "Ralph Nelson heeft [de misdaad] in een harde, realistische stijl verfilmd, met een goed en treffend begrip voor de sociale omstandigheden. De kraak, die de jongens dan weer opzetten, is ook met spanning en sfeer weergegeven." Ook criticus van De Telegraaf noemde het "een handig gemaakte, spannende thriller", maar schreef dat de film wel "iets te lang duurt en tegen het einde wat te ver de melodramatische kant uitgaat".